# Морье (река)
Мо́рье (также Мо́рья) — река во Всеволожском районе Ленинградской области. Площадь бассейна — 478 км².

## Течение
Вытекает из озера Хепоярви, преобладающее направление течения — на восток. Протекает по безлюдной территории Ржевского полигона.
В 7,6 км от устья пересекается бетонной автотрассой А120 (участок Борисова Грива — Матокса). От пересечения до устья вдоль реки пролегает грунтовая дорога, проезд по которой возможен только на внедорожнике.
Впадает в бухту Морье Ладожского озера у деревни Морье, в 5 км севернее станции Ладожское озеро.
Вход в реку из озера прегражден песчаным баром. Через бар ведёт проход с глубинами 0,6 — 0,9 м. Глубины в реке: 1,2 — 2,3 м.

Река Морья хотя довольно широка перед своим устьем, но не глубока, потому большим судам пристанища иметь в ней не можно. Она, выходя из болотистых мест, соответствует качеством своей воды тем источникам, из которых скопляется, и чёрным своим цветом далеко от устья своего помрачает светлую воду Ладожского озера, в которое она впадает. Вся её длина от вершины до устья в 30 только верстах заключается (Озерецковский Н., 1792 год).

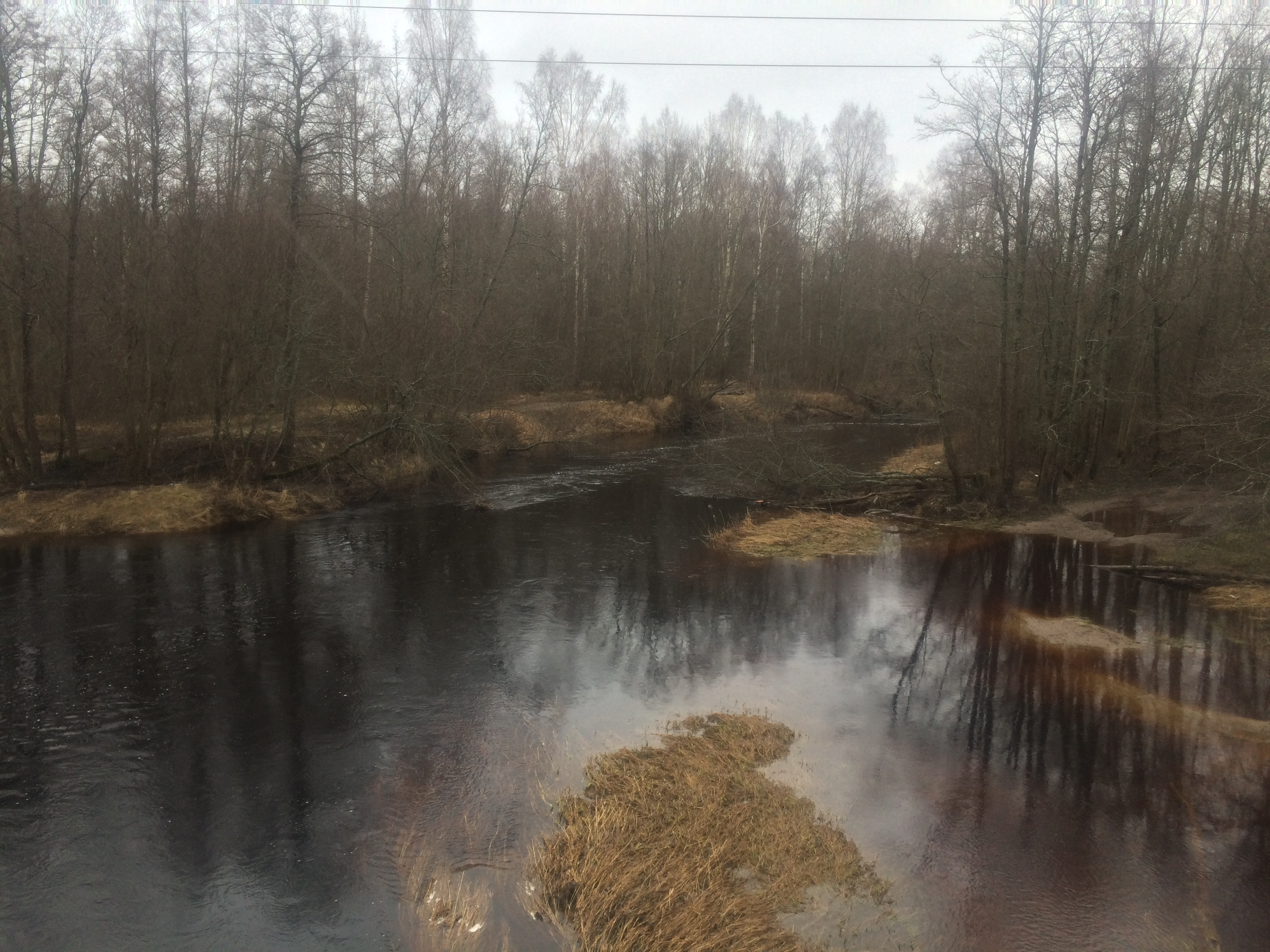
Река около трассы

## Притоки
Притоки по порядку от устья:
- Лепсари — правый, 15 км от устья
- Кориоя — правый, 17 км от устья
- Рагозинка — левый, 27 км от устья